# Campeonato Mundial de Tiro con Arco al Aire Libre de 1933
El III Campeonato Mundial de Tiro con Arco al Aire Libre se celebró en Londres (Reino Unido) entre el 31 de julio y el 5 de agosto de 1933 bajo la organización de la Federación Internacional de Tiro con Arco (FITA) y la Federación Británica de Tiro con Arco.

## Medallistas

### Masculino
| Evento                  | Oro                                                          | Plata                                 | Bronce                                         |
| ----------------------- | ------------------------------------------------------------ | ------------------------------------- | ---------------------------------------------- |
| Arco recurvo individual | Donald McKenzie Estados Unidos                               | Emil Heilborn · Suecia                | Georges De Rons · Bélgica                      |
| Arco recurvo por equipo | Georges De Rons · Hubert Van Innis · Oscar Kessels · Bélgica | H. Cox M. Hogg John Yates Reino Unido | Paul Demare René Moreau Gaston Ducatel Francia |

### Femenino
| Evento                  | Oro                                                             | Plata                                                    | Bronce                      |
| ----------------------- | --------------------------------------------------------------- | -------------------------------------------------------- | --------------------------- |
| Arco recurvo individual | Janina Kurkowska · Polonia                                      | Louisa Sandford Reino Unido                              | Maria Trajdosówna · Polonia |
| Arco recurvo por equipo | Janina Kurkowska · Maria Trajdosówna · Anna Moczulska · Polonia | Louisa Sandford E. Atkinson Louise Nettleton Reino Unido | —                           |

## Medallero
| Núm. | País           | Oro | Plata | Bronce | Total |
| ---- | -------------- | --- | ----- | ------ | ----- |
| 1    | Polonia        | 2   | 0     | 1      | 3     |
| 2    | Bélgica        | 1   | 0     | 1      | 2     |
| 3    | Estados Unidos | 1   | 0     | 0      | 1     |
| 4    | Reino Unido    | 0   | 3     | 0      | 3     |
| 5    | Suecia         | 0   | 1     | 0      | 1     |
| 6    | Francia        | 0   | 0     | 1      | 1     |
|      | TOTAL          | 4   | 4     | 3      | 11    |